# 苏城 (艾奥瓦州)
- 關於别名为“苏城”的中国城市，請見「苏州市」。
- 關於原名为“苏城”的俄罗斯城市，請見「游击队城」。

蘇城（英語：Sioux City），美國愛荷華州西北部城市，伍德伯里郡郡治所在處。蘇城位於密蘇里河上游沿岸，地處愛荷華州、內布拉斯加州與南達科他州交界處，其與周遭地區經常合稱為蘇蘭（Siouxland），在過去曾是北美印地安人主要部族——蘇族的活動範圍，因而得名。根據2005年時的普查結果蘇城有83,148人的人口，而整個周遭市鎮所構成的都會區，則有143,053人的人口。

## 歷史

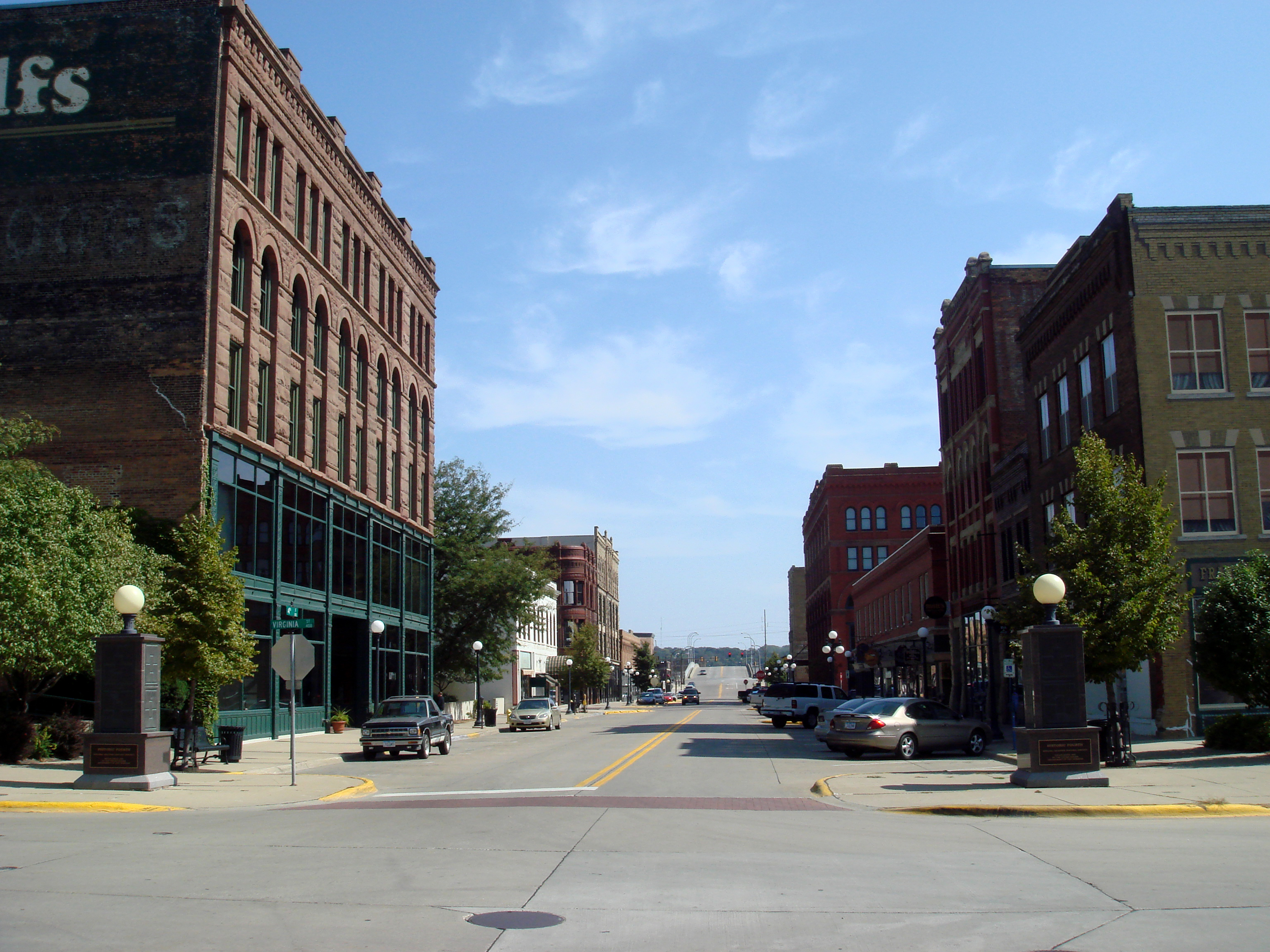
位於蘇城市中心的歷史第四街（Historic Fourth Street），區域內有許多19世紀末風格的歷史性建築。

雖然人類在附近地區活動的紀錄，最早可以回溯到15,000年前，之後苏族印第安人在此居住，直到18世紀時西方文明才逐漸涉足到此地區，有來自西班牙與法國的毛皮商人開始聚集在密蘇里河沿岸，和此地原住民進行接觸。1803年時，美國透過路易西安納購地案，自法國手中購得大片領土，當時的美國總統托马斯·杰斐逊派出著名的劉易斯與克拉克遠征隊考察探勘這些新購得、但尚未實際探索的領土。遠征隊在1804年時來到今日蘇城附近、伍德伯里郡的範圍內，8月20日，遠征隊隊員之一的查爾斯·弗洛伊德中士（Sgt. Charles Floyd）突然因為膽痛（Bilious colic）驟逝，遺體被葬在一個能俯瞰密蘇里河的斷崖上。1848年時，威廉·湯普森（William Thompson）在此附近不遠處建立了一個交易站（Trading post），並將此地命名為佛洛伊德崖（Floyd's Bluff），希望能將它發展為一個城鎮。不過，接踵來至此地的拓荒者並沒有實現湯普森的願望，而是在更上游佛洛伊德河（Floyd River）與大蘇河（Big Sioux River）的匯口處建立新的市鎮，而逐漸發展成今日的蘇城。

## 交通
蘇城的主要機場是位在市區東南郊的苏城门户机场（Sioux Gateway Airport，SUX/KSUX），該機場又名「戴上校飛行場」（Col. Bud Day Field），每天有西北航空的班機固定往返蘇城與明尼亞波利之間。1989年時，一架因為引擎故障造成全機液壓系統失效的聯合航空麥道DC-10型客機在蘇城機場迫降失敗翻覆，被稱為「蘇城空難」，也因此使得此機場與蘇城聲名大噪。
29號州際公路沿著密蘇里河沿岸經過蘇城市區，是該市最重要的聯外幹線。

## 外部連結
- （英文）蘇城市政府官方網站 （页面存档备份，存于）
- （英文）蘇蘭商務協會官方網站
- （英文）蘇城機場官方網站 （页面存档备份，存于）